# El viaje de Arián
El viaje de Arián és una pel·lícula espanyoles del 2000 dirigida per Eduard Bosch, inspirada en el curtmetratge del mateix nom dirigit el 1995 pel mateix director. Tracta de plasmar la faceta humana d'un grup de terroristes, obvia les ideologies i centra el debat en el que es fa per defensar-les.

## Argument
Arián és una jove de vint-i-tants anys, de caràcter romàntic i idealista que s'ha mogut des de la seva infància en ambients radicals bascs i participa activament en la Kale borroka. A través de Vivaldi, un terrorista obsessionat per la música clàssica del qual està enamorada, Arián comença a integrar-se en l'organització terrorista fent tasques d'informació. En resultar identificada per la policia després dels incidents que es produeixen després d'una manifestació, Arián ha d'abandonar la seva casa i refugiar-se al pis franc on s'amaga el comando. S'incorpora llavors al grup terrorista per a participar en el segrest de la filla d'un conegut industrial navarrès. Arián abandona als seus pares, els seus amics, els seus estudis, el seu grup de teatre i emprèn un viatge que implica entrar en un món sense retorn.

## Repartiment
- Ingrid Rubio: Arian
- Abel Folk: Vivaldi
- Sílvia Munt: Maite
- Carlos Manuel Díaz: Jose
- Paul Berrondo: Patxo
- Laia Marull: Isabel Ulloa
- Txema Blasco: Pare d'Arián
- María Alfonsa Rosso: Mare d'Arián
- Jaume García Arija: Patxi
- Àngels Sánchez: Idoia
- Mikel Tello: Mikel
- Santi Ibáñez: Mario
- Víctor Pi: Antonio
- Francesc Garrido: Andres
- Ines Díez: Ana

## Premis
- Festival de Màlaga. 2000. Esment especial del Jurat a l'actuació d'Íngrid Rubio.[3]
- XII Festival de Cinema de l'Alfàs del Pi. 2000. "Far de Plata" al millor llargmetratge.[4]
- Festival Internacional de Cinema de Sant Sebastià. Seleccionada en la secció "Made in Spain".[5]
- Festival de Cinema de Nantes. 2001. Esment especial del Jurat.